# Contea di Sutherland
La contea di Sutherland è una Local Government Area che si trova nel Nuovo Galles del Sud. Essa si estende su una superficie di 335 chilometri quadrati e ha una popolazione di 220.835 abitanti. La sede del consiglio si trova a Sutherland.